# Les Luthiers

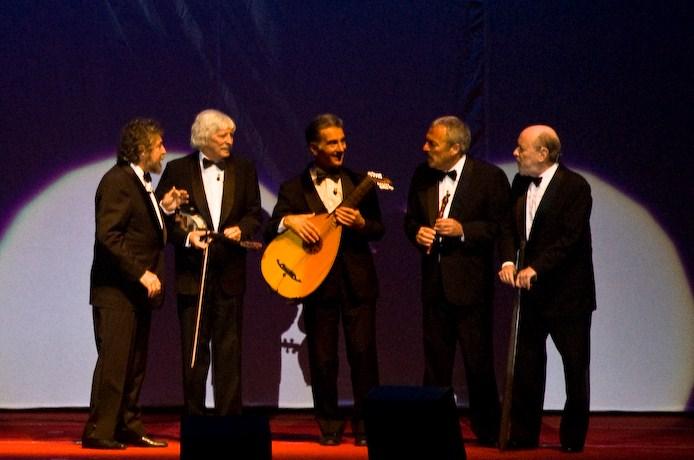
Les Luthiers, em show de 2008. Da esquerda para a direita: Carlos Núñez Cortés, Carlos López Puccio, Jorge Maronna, Daniel Rabinovich e Marcos Mundstock.

Les Luthiers (pronunciado //lely'tje//, e /lelutiér/ em Argentina) é um grupo argentino de humor, muito popular em países de língua espanhola como Bolívia, Chile, Colômbia, Costa Rica, República Dominicana, Cuba, Equador, El Salvador, Espanha, Guatemala, México, Paraguai, Peru, Uruguai e Venezuela, que utiliza a música como um elemento fundamental de suas atuações, com instrumentos informais criados a partir de materiais improvisados. Desta característica provêm seu nome, luthier, que em francês significa "criador de instrumentos musicais".
O conjunto foi originalmente composto por quatro membros: Daniel Rabinovich, Marcos Mundstock, Jorge Maronna e Gerardo Masana, até chegar a sete, e começou sua trajetória na segunda metade dos anos 60 na cidade de Buenos Aires. Foi fundado por Gerardo Masana em 1967, durante um período de grande auge dos coros universitários em Argentina.
O grupo foi indicado ao Prêmio Príncipe de Astúrias das Artes em 2011, o maior prêmio internacional concedido às atividades culturais, ciéntificas e humanitárias em todo o âmbito hispano.
No ano 2012, o Reino da Espanha concedeu-lhes a cidadania espanhola por carta de natureza, uma concessão especial a pessoas de méritos particulares. Entre outros, o Ministério de Educação e Ciência oferece prêmios aos comediantes mais destacados.

## Integrantes

### Primeira formação (1967-1971)
- Gerardo Masana: fundador, luthier, cordas,sopros, voz e metal.
- Marcos Mundstock: apresentação,sopros, voz.
- Jorge Maronna: cordas, voz.
- Carlos Núñez Cortés: teclados, ventos, voz.
- Daniel Rabinovich: sopros, latín, alt-pipe, bass-pipe, percussões, voz.

### Segunda formação (1971-1973)
- Gerardo Masana (falece em 23 de novembro de 1973)
- Marcos Mundstock (abandonou o grupo temporariamente em 1971)
- Jorge Maronna
- Carlos López Puccio
- Carlos Núñez Cortés
- Ernesto Acher: sopros, teclados, voz. Ingressa, primeiro como suplente de Marcos Mundstock, e depois continua como integrante fixo.
- Daniel Rabinovich

### Terceira formação (1973-1986)
- Marcos Mundstock (enfatiza voz).
- Jorge Maronna.
- Carlos López Puccio.
- Carlos Núñez Cortés.
- Ernesto Acher (abandona teclados, enfatiza ventos e percussões).
- Daniel Rabinovich (abandona sopros, começa a utilizar cordas e enfatiza metais e percussões).

### Quarta formação (1987-2015)
- Marcos Mundstock (deixa um pouco de lado a voz).
- Jorge Maronna (começa a utilizar teclados electrónicos).
- Carlos López Puccio (põe como primeiro instrumento o latín).
- Carlos Núñez Cortês (começa a utilizar teclados electrónicos).
- Daniel Rabinovich (começa a utilizar teclados electrónicos, sintetizador, enfatiza bass-pipe e deixa alt-pipe. Durante a temporada 2015, toma licença por doença. Falece em 21 de agosto de 2015.[4]

### Quinta formação (Atualmente)
- Marcos Mundstock.
- Jorge Maronna.
- Carlos López Puccio.
- Carlos Núñez Cortês.

## Espectáculos

### I Musicisti
- ¿Música? Sí, claro (1966)
- I Musicisti y las óperas históricas (1967)

### Les Luthiers
- Les Luthiers cuentan la ópera (1967)
- Todos somos mala gente (programa de TV, 1968)
- Blancanieves y los siete pecados capitales (1969)
- Querida condesa (1969)
- Les Luthiers opus pi (1971)
- Recital '72 (1972)
- Recital sinfónico '72 (1972)
- Recital '73 (1973)
- Recital '74 (1974)
- Recital '75 (1975)
- Viejos fracasos (1976)
- Mastropiero que nunca (1977)
- Hacen muchas gracias de nada (1979)
- Los clásicos de Les Luthiers (1980)
- Luthierías (1981)
- Por humor al arte (1983)
- Humor dulce hogar (1985)
- Recital sinfónico '86 (1986)
- Viegésimo aniversario (1987)
- El reír de los cantares (1989)
- Grandes hitos (1992)
- Unen canto con humor (1994)
- Bromato de armonio (1996)
- Todo por que rías (1999)
- Do-Re-Mi-Já  (2000)
- El grosso concerto (2001)
- Las obras de ayer (2002)
- Con Les Luthiers y Sinfónica (2004)
- Recital folclórico Cosquín (2005)
- Los Premios Mastropiero (2005)
- Cuarenta años de trayectoria (2007)
- Lutherapia (2008)
- ¡CHIST! (2011)
- Viejos Hazmerreíres (2014)
- "Radio Tertulia" (2015)

## Discografia

### Álbuns de estúdio
- Sonamos, pese a todo (1971)
- Cantata Laxatón (1972)
- Volumen 3 (1973)
- Volumen 4 (1976)
- Volumen 7 (1983)
- Cardoso en Gulevandia (1991)

### Álbuns ao vivo
- Mastropiero que nunca (1979)
- Les Luthiers hacen muchas gracias de nada (1981)
- Les Luthiers en vivos (2007)
- Les Luthiers más vivos (2013)

### Tributos
- Muito obrigado Mastropiero (2007)

### Colaborações
- 1998: Lo que me costó el amor de Laura
- 1999: Alma de Saxofón 4 Vientos
- 2004: Gerardo Masana y La Fundación de Les Luthiers
- 2004: Todos somos Chalchaleros
- 2008: 40 años de Cantos Opus 4
- 2009: Antigua Jazz Band

## Videografia
- Viejos fracasos (1977)
- Mastropiero que nunca (1979)
- Les Luthiers hacen muchas gracias de nada (1980)
- Humor dulce hogar (1986)
- Viegésimo aniversario (1989)
- Les Luthiers, grandes hitos (1995)
- Bromato de armonio (1998)
- Unen canto con humor (1999)
- Todo por que rías (2000)
- El Grosso Concerto (2001)
- Las obras de ayer (2002)
- Aquí Les Luthiers (2005)
- Los Premios Mastropiero (2006)
- Lutherapia (2009)
- ¡CHIST! (2013)